# Sunshodo

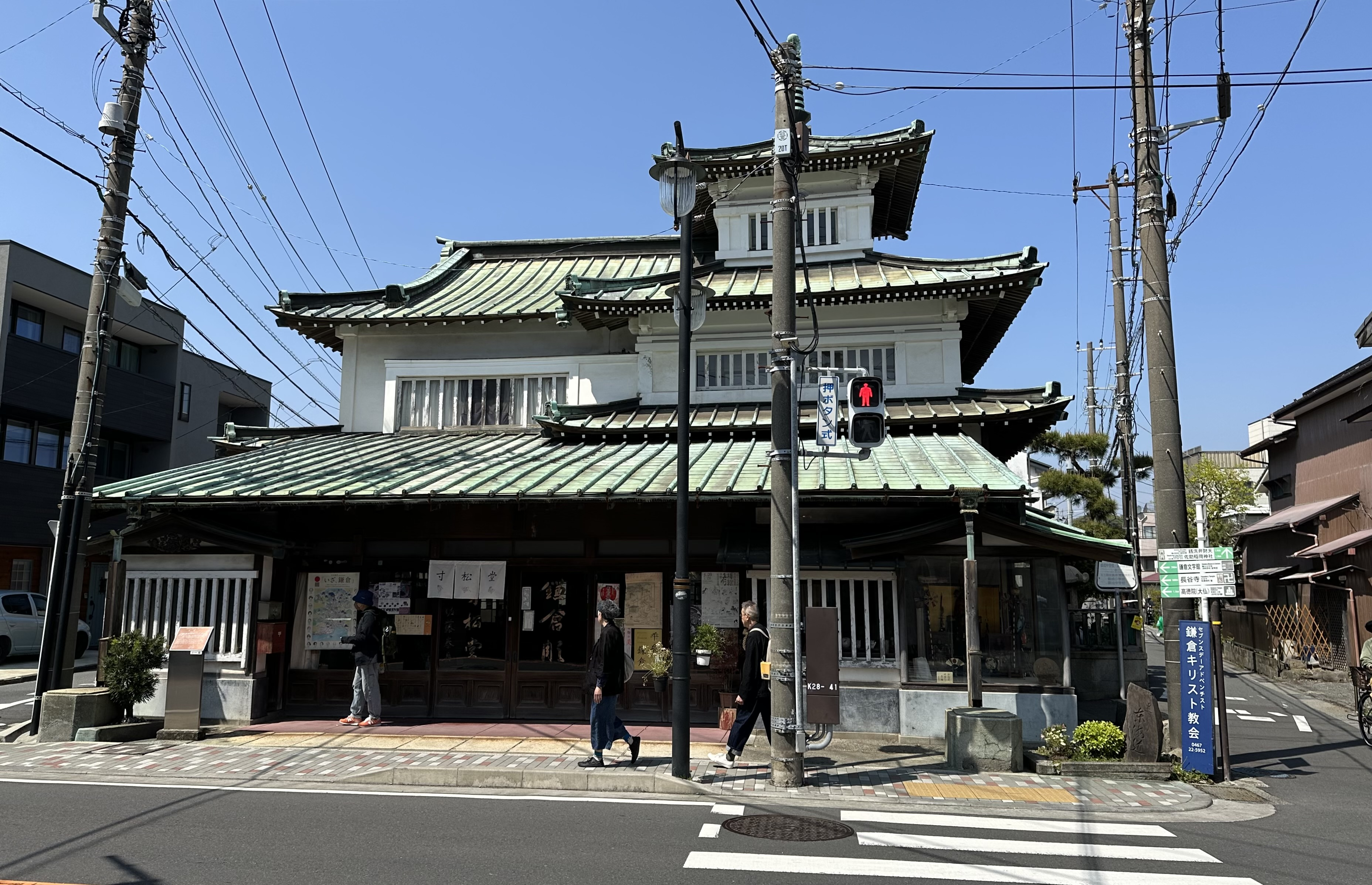
Sunshodo, 2025

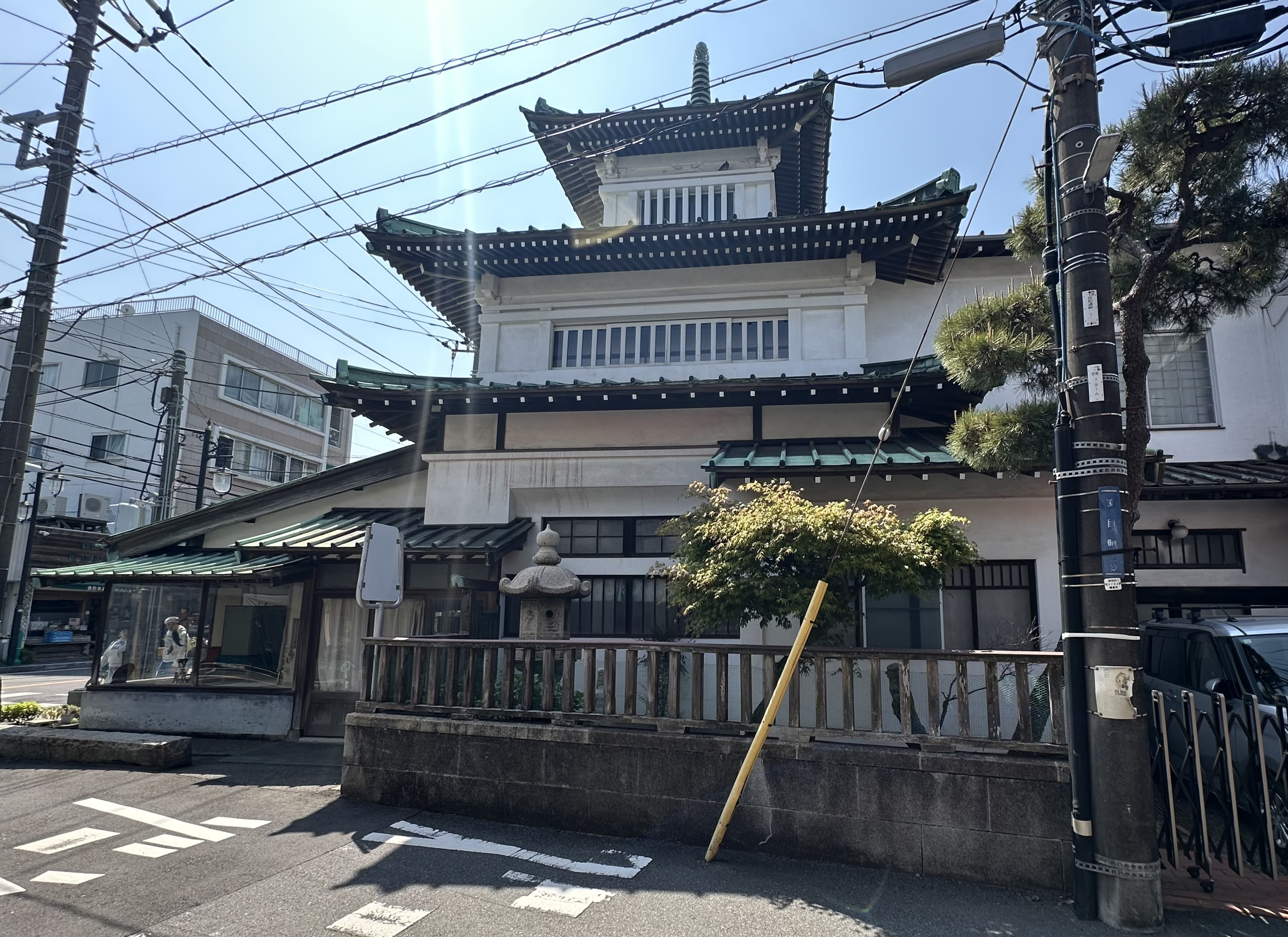
Blick von Osten

Sunshodo (japanisch 寸松堂) ist ein Wohn- und Geschäftshaus in Kamakura in Japan. Es ist als materielles Kulturgut eingetragen und Sitz eines Geschäfts für traditionelle Kamakura-Schnitzereien.

## Lage
Die Hauptfassade des Gebäudes ist nach Süden zur Straße hin ausgerichtet. Westlich und östlich des Hauses münden jedoch kleinere Straßen ein, so dass der Bau über eine für das Straßenbild prägende Lage verfügt. Die Adressierung lautet 5-1 Sasame-cho, Kamakura. Südlich des Hauses, auf der gegenüberliegenden Straßenseite, steht das kleine Steinmonument Tora no Tsuji.

## Architektur und Geschichte
Das zweigeschossige Holzhaus wurde 1936 von den Tischlern Kiichi Nishii und Vater und Sohn Shoji für Sotake Sato als Geschäftshaus errichtet. Sotake Sato richtete hier eine Werkstatt für Kamakura-Schnitzereien ein. Das Gebäude gilt als eines der Wahrzeichen der Stadtteile Sasame und Hase und ist in großen Teilen in seiner bauzeitlichen Gestaltung erhalten.
Architekt war Nori Sato. Der Bau begann am 1. September 1936 und war am 25. Dezember 1936 abgeschlossen. Bereits während des Baus wurde offenbar zum Teil vom ursprünglichen Bauplan abgewichen. Das Gebäude ist lebhaft strukturiert und vereinigt Stilelemente westlicher Architektur, wie Glastüren und Schaufenster im Erdgeschoss mit Elementen von Tempel- und Schloss- bzw. Burgarchitektur. Die Gesamtfläche beträgt 421,22 m², bei einer Grundfläche von 232 m².
Die Dachlandschaft des Hauses ist lebhaft. Markant ist ein dreigeschossiger Turm an der Ostseite des Gebäudes, der die südöstliche Ecksituation des Hauses betont. Er erinnert mit seiner Gestaltung und Verzierungen an die Pagode eines Tempels. Die Fenstergestaltung zitiert jedoch die sonst an japanischen Burgen zu findende Gestaltung.
Im Erdgeschoss wurden Geschäft und Werkstatt untergebracht. Nach Norden hin besteht ein kleiner Wohnbereich. In der Nordostecke des Ladens befindet sich ein Empfangsraum in westlichem Stil.
In den 1950er Jahren erfolgten Umbauten. So wurde das Ausstellungsfenster an der südöstlichen Ecke des Erdgeschosses erweitert. Außerdem wurden der Nordeingang und der Ausgang nach Osten vergrößert. Ein weiterer Umbau erfolgte etwa 1965. Dabei wurde eine Terrasse auf der Nordseite der Treppe in Obergeschosses integriert. 1975 wurde an der Nordwestecke Küche, Badezimmer und Toilette angefügt sowie das Haus im Inneren renoviert.
Die Registrierung als Kulturgut erfolgte am 18. Oktober 2006.